# Rosenhang-Museum

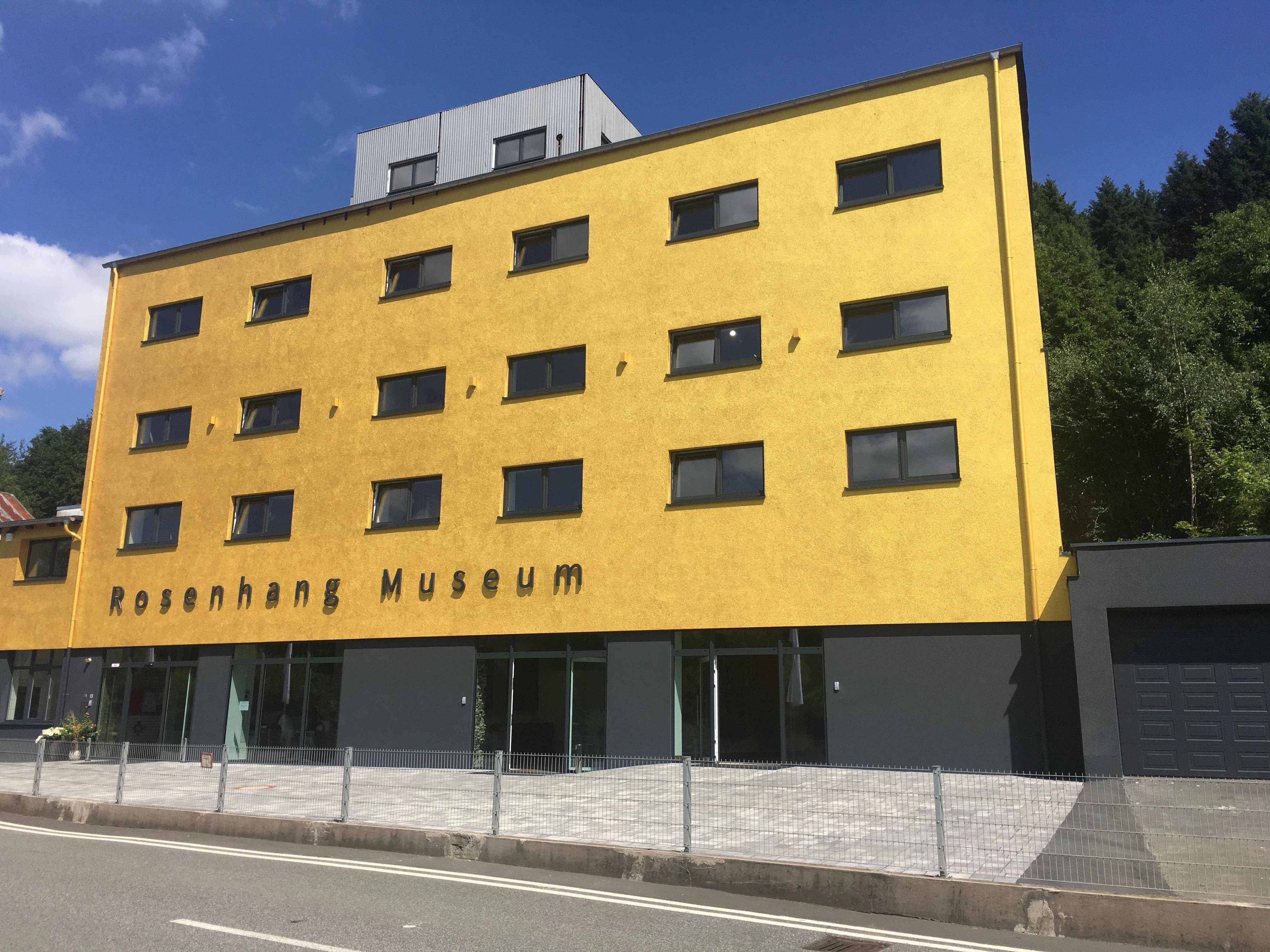
Rosenhang Museum, Außenansicht

Das Rosenhang-Museum ist ein im Juni 2017 eröffnetes Museum für zeitgenössische Kunst in der mittelhessischen Stadt Weilburg an der Lahn. Gegründet wurde es vom Ehepaar Antje Helbig und Joachim Legner, Mitinitiator war der international aktive Galerist Michael Schultz (Berlin), der auch der Vorsitzende des Nassauischen Museumsvereins Weilburg ist. Das Museum befindet sich auf den drei Etagen zuzüglich Nebengebäuden (3000 m²) eines zum Teil neu aufgebauten historischen Brauereigebäudes der ehemaligen Brauerei Helbig und beherbergt die Sammlung Legner/Helbig. Diese umfasst Werke in Deutschland arbeitender zeitgenössischer Künstler, wie etwa Christopher Lehmpfuhl, Barbara Niesen, Cornelia Schleime, Elvira Bach, Christoph Bouet, SEO, A. R. Penck, Georg Baselitz, Helge Leiberg, Banksy und Sigurd Wendland sowie Gerhard Richter, Markus Lüpertz und Stephan Balkenhol.
Das Rosenhang-Museum zeigt in seinen Ausstellungen zeitgenössische Kunst. Junge und international bedeutende zeitgenössische Künstler haben ein ständiges Forum dort, etwa Marios Siakantaris (2019), Hans-Hendrik Grimmling (2018), Cornelia und Moritz Schleime (2018), Dieter Nuhr (2018), Huang He (2017), Sultan Adler (2020), Björn Vogel (2020), Johanna Flammer (2020) und Lilli Elsner (2019). In Sonderausstellungen werden Positionen wie Andy Warhol (2019) und Banksy (2020) gezeigt. Das erklärte Ziel des Museums ist es, zeitgenössische Kunst in die Provinz zu bringen, sich jedoch bundesweit an Kunstliebhaber zu wenden.

## Dauerausstellung
Im Haupthaus präsentiert das Museum in einer Dauerausstellung eine Auswahl von Hauptwerken der Künstler Cornelia Schleime, Elvira Bach, SEO, Christopher Lehmpfuhl, Markus Lüpertz, Stephan Balkenhol und Hans Scheib. Daneben werden in den Nebengebäuden in einer dauerhaften Präsentation Kunstwerke der Künstler Helge Leiberg, Lilli Elsner, Jan Davidoff, Hans-Hendrik Grimmling, Feng Lu und Sabina Sakoh gezeigt. Das Rosenhang-Museum sammelt vornehmlich in Deutschland entstandene Kunst und legt dabei den Schwerpunkt auf Tendenzen und Strömungen malerischer Positionen.

## Sonderausstellungen
Das Programm der Sonderausstellungen umfasst sämtliche Bereiche der bildenden Kunst. In regelmäßigen Abständen werden auch Positionen regionaler Künstler gezeigt. Das Museum verfügt über vielfältige Möglichkeiten innerhalb des Gebäudekomplexes die Sonderausstellungen auszurichten. In einem Rahmenprogramm mit Lesungen, Konzerten, Theateraufführungen und Tanzveranstaltungen werden diese Ausstellungen begleitet.
Liste der Sonderausstellungen (Auswahl)
- 2021/2021: Banksy: WHO THE FUCK IS BANKSY[5][6][7][8]
- 2020/2021: Sultan Adler: Herr der Lüfte[9]
- 2020/2021: Feng Lu: The Strong Cubs[10]
- 2020: Sibylle Von Preussen: of eden[11][12]
- 2020: Katrin Kampmann: Odyssee - a Journey it must be[13]
- 2020: Sabina Sakoh: Love Letter to Europe[14]
- 2019/2020: Andy Warhol: The ART of POP[15][16]
- 2019: Jan Davidoff: Ten Years After[17]
- 2019: Lilli Elsner: …vom Ufer los[18]
- 2018/2019: Dieter Rehm: Suite - Unserer lieben Frau[19][20]
- 2018: Dieter Nuhr: NUHR im Rosenhang-Weltbilder[21][22]
- 2018: Hans-Hendrik Grimmling: Deutscher Alltag[23]
- 2018: Cornelia Schleime - Moritz Schleime: MOTHER MEETS SUN[24]
- 2017: Helge Leiberg, Cornelia Schleime, Reinhard Stangl, Ralf Kerbach, Hans Scheib: Malströme[25]
- 2017: Ahmet Günestekin: Blue Legend[26]

## Kunstpreis / Löwe von Weilburg
Das Rosenhang-Museum vergab im Jahr 2021 erstmals den Kunstpreis „Löwe von Weilburg“. Namenspatron ist das Wappentier der Stadt Weilburg. Dotiert ist der Preis mit einem Preisgeld von 60.000 Euro. Die erste Preisträgerin ist die in Berlin lebende koreanische Künstlerin SEO. Der mit 3.000 Euro und einer Museumsausstellung dotierte Förderpreis geht an die in Istanbul lebende Künstlerin Sultan Adler.

## MUSEUM TO GO
Eine Besonderheit der Museumsarbeit ist die Möglichkeit zur Ausleihe von Kunstwerken aus den Beständen des Hauses. Unter dem Motto „Museum to Go“ können Werke aus dem Museumsbestand für private Zwecke ausgeliehen werden.

## BANKSY ART LAB – Forschungseinrichtung
Das Rosenhang Museum hat sich als erstes und bisher einziges deutsches Museum dem Street-Art-Künstler Banksy in einer Ausstellung genähert. Unter dem Titel WHO THE FUCK IS BANKSY wurden in einem konzeptuell angelegten Kunstkäfig unterschiedliche Spuren angelegt, die das Graffiti Phänomen Banksy verständlicher und in seinen Aktionen nachvollziehbarer erscheinen lassen. Die kuratorische Absicht war, so nah wie möglich an die Kunstfigur heranzukommen.
Die interaktiv angelegte Ausstellung hat zu einer regen Auseinandersetzung und zu vielschichtigen Diskussionen um das Werk von Banksy geführt. Aufgrund dieser enormen Publikumsbeteiligung hat sich das Museum dazu entschieden, sich dauerhaft dem Thema Banksy zu widmen. Die Museumsbetreiber, haben sich daher entschlossen ein sogenanntes BANKSY ART LAB einzurichten. Dieses ist in Form einer sich immer weiterentwickelnden Dauerausstellung dem Museum angegliedert.
In diesem Art Laboratorium wird sich die Forschungsarbeit auf vielen Ebenen der Kunstfigur Banksy nähern, seine Motivation ergründen, die politischen Statements analysieren, seine Markttauglichkeit überprüfen, und schlussendlich Licht in das Verborgene um seine Existenz bringen. Ein langwierig angelegter Forschungsprozess der durch unterschiedlichste Expertise begleitet wird.
Banksys Kapitalismuskritik, sein Kampf um Gerechtigkeit und Frieden und um die Verteilung der Ressourcen werden eine zentrale Rolle in der Forschungsarbeit einnehmen. Doch genauso intensiv wird die widersprüchliche Vermarktungsstrategie um seine Kunst einem analytischen Urteil unterzogen werden.

## Förderprogramm
Im Jahr 2020 legte das Rosenhang-Museum erstmals ein besonderes Förderprogramm auf, bevorzugt für jüngere Künstler die unter dem verordneten Lockdown der COVID-19-Pandemie-Bekämpfung in ihrer Existenz bedroht waren. Dafür wurde für den Erwerb von 55 Kunstwerken die Summe von 500.000 Euro ausgegeben.